# My Kink Is Karma
My Kink Is Karma è un singolo della cantautrice statunitense Chappell Roan, pubblicato il 6 maggio 2022 come quarto estratto dal primo album in studio The Rise and Fall of a Midwest Princess.

## Descrizione
In My Kink Is Karma, descritto da Billboard come un brano power ballad dal sound synth pop, Chappell Roan gioisce delle sfortune capitate a un suo ex partner dopo la fine della loro relazione. La stessa cantante ha definito la canzone «tossica».

## Video musicale
Il videoclip ufficiale è stato diffuso il 13 maggio 2022 sul canale YouTube della cantante. Nella clip Chappell Roan indossa un make-up ispirato ai clown, in particolare al personaggio Lui de Le Superchicche.

## Tracce
Testi e musiche di Kayleigh Rose Amstutz, Dan Nigro e Justin Tranter.
1. Pink Pony Club – 3:42

## Classifiche
| Classifica (2024) | Posizione massima |
| ----------------- | ----------------- |
| Canada            | 98                |
| Stati Uniti       | 81                |